# (3670) Northcott
(3670) Northcott es un asteroide perteneciente al cinturón de asteroides, descubierto el 22 de enero de 1983 por Edward Bowell desde la Estación Anderson Mesa (condado de Coconino, cerca de Flagstaff, Arizona, Estados Unidos).

## Designación y nombre
Designado provisionalmente como 1983 BN. Fue nombrado Northcott en honor a la astrónoma canadiense Ruth Josephine Northcott.